# Дядо Горио
„Дядо Горио“ (на френски: Le Père Goriot, френско произношение: [lə pɛʁ ɡɔʁjo]) е роман, издаден през 1835 г. от френския писател и драматург Оноре дьо Балзак (1799 – 1850), включен в секцията „Сцени от парижкия живот“ на неговата поредица от романи „Човешка комедия“. Сюжетът се развива в Париж през 1819 г. и проследява преплетения живот на три лица: възрастния предан Горио, мистериозния човек с прикрито криминално минало Вотрен и наивния студент по право Йожен дьо Растиняк.
Първоначално публикуван в серийна форма през зимата на 1834/35 г., „Дядо Горио“ е широко възприеман като най-важния роман на Балзак. Той отбелязва първото сериозно използване от страна на автора на персонажи, които са се появявали преди това в други книги – техника, отличителна за белетристиката на Балзак. Романът също така е посочван като пример за неговия стил на реалист, използващ дребни детайли, за да пресъздаде образ и подтекст.
Действието на романа се развива по време на Реставрацията на Бурбоните, която носи дълбоки промени във френското общество; борбата на хората за висок социален статус е основната тема в книгата. Градът Париж също слага своя отпечатък върху героите, особено младия Растиняк, който е израснал в провинциите на южна Франция. Балзак анализира, посредством Горио и другите, природата на семейството и брака, предоставяйки песимистична гледна точка за тези институции.
Романът е посрещнат със смесени отзиви. Някои критици възхваляват автора заради неговите комплексни образи и вниманието към детайла; други го осъждат заради множеството описания на корупция и алчност. Любима на Балзак, книгата бързо придобива голяма популярност и често е адаптирана за сцената и киното. Тя дава началото на френското нарицание „Растиняк“ за социален катерач, готов да използва всякакви средства, за да подобри собственото си положение.

## Предистория

### Исторически преглед
Действието в „Дядо Горио“ започва през юни 1819 г., след поражението на Наполеон при Ватерло и след като династията на Бурбоните е възстановена на трона на Франция. Нараства напрежението между аристокрацията, която се връща заедно с Луи XVIII, и буржоазията, родена от Индустриалната революция. По това време във Франция се наблюдава „затягане“ на социалните структури, като ниските слоеве в преобладаващата си част са потопени в бедност. Според някои оценки почти три четвърти от парижаните живеят с доходи под прага на бедността от 500 – 600 франка на година. В същото време този катаклизъм прави възможна социалната мобилност, немислима по времето на Стария режим от предходните векове. Хора със сравнително скромен произход, желаещи да се приспособят към правилата на новото общество, успяват да се издигнат в горните ешелони, което предизвиква отвращение у висшата класа.

### Литературен преглед
Когато започва да пише „Дядо Горио“ през 1834 г., Балзак вече е написал дузина книги, включително такива, написани с комерсиална цел и публикувани под псевдоним. През 1829 г. излиза „Шуани“ – първият роман, подписан с истинското име; последван от „Луи Ламбер“ (1832), „Полковник Шабер“ (1832) и „Шагренова кожа“ (1831). По това време Балзак започва да организира творбите си в „Човешка комедия“ – поредица от романи, разделена на части, представящи различни аспекти от живота във Франция в началото на 19. век.
Един от аспектите, които заинтригуват Балзак, е животът на престъпника. През зимата на 1828 – 29 г. френският измамник – представящ се за полицай – Йожен Франсоа Видок публикува сензационни мемоари, в които описва криминалните си подвизи. Балзак среща Видок през април 1834 г. и го използва като модел за образа на Вотрен.

## Написване и публикуване
През лятото на 1834 г. Балзак започва работа върху трагична история за баща, отхвърлен от своите дъщери. В дневника му са записани няколко реда, без дата, относно сюжета: „Сюжет на Дядо Горио – добър човек – квартира среден клас – 600 франка доход – разпродава къщата си и живее оскъдно, предоставяйки приходите на двете си дъщери, които имат доход от 50 000 франка – умира като куче.“ Първата версия е написана за четиридесет дни през есента и публикувана на части в „Ревю дьо Пари“ между декември и февруари. Като самостоятелно издание романът е публикуван през март 1835 г. от издателската къща Werdet, където е публикувано и второто издание през май същата година. Силно ревизираното трето издание е публикувано през 1839 г. от „Шарпантие“ (Charpentier). Обичайно за Балзак е, че той прави подробни бележки и промени по коректурите, които получава от издателите, така че по-късните издания на неговите романи често значително се различават от по-ранните. В случая на „Дядо Горио“ той променя броя на образите с лица от други романи, които е писал, и добавя нови параграфи с подробности.
Героят Йожен дьо Растиняк се появява като възрастен мъж в по-ранния философско-фантастичен роман на Балзак „Шагренова кожа“. В първата чернова Балзак кръщава героя Масияк, но решава да използва образа от Шагренова кожа. Други герои също са изменени по подобен начин. Това е първото структурирано използване на образи, практика, чиято дълбочина и точност характеризират неговите романи.
През 1843 г. Балзак поставя „Дядо Горио“ в „Човешка комедия“ в частта „Scènes de la vie parisienne“ („Сцени от живота в Париж“). Бързо след това той го мести – поради силния акцент върху личния живот на героите – в „Scènes de la vie privée“ („Сцени от частния живот“). Тези категории и романите в тях са опит да се създаде единно тяло „изобразяващо цялото общество и скицирането му в необятността на неговата обърканост“. Въпреки че е изготвил само малък предварителен план за Човешка комедия, озаглавен Етюди върху нравите, по това време Балзак внимателно разглежда мястото на всяка творба в проекта и често преработва неговата структура.

## Резюме на сюжета
Романът започва с обширно описание на къщата Воке, пансион в Париж, улица Ньов Сент Женевиев, покрита с лозя, собственост на вдовицата госпожа Воке. Обитателите включват студента по право Йожен дьо Растиняк, мистериозния агитатор Вотрен и един възрастен пансионер, производител на фиде, на име Жан-Жоаким Горио. Възрастният мъж често е осмиван от останалите пансионери, които скоро научават, че е разорил себе си, за да поддържа двете си омъжени дъщери.
Растиняк, който се премества в Париж от Южна Франция, е привлечен от висшата класа. Той има трудности с достъпа там, но е обучаван в маниерите на висшето общество от своята братовчедка, госпожа Босеан. Самият Растиняк спечелва симпатиите на една от дъщерите на Горио, Делфин, получавайки пари от своето достатъчно бедно вече семейство. Вотрен междувременно се опитва да убеди Растиняк да се прилепи до една неомъжена дама на име Викторин, чието семейно богатство е запазено само за брат ѝ. Той предлага да разчисти пътя за Растиняк, като уреди брат ѝ да бъде убит в дуел.
Растиняк отказва да участва в тази интрига, стреснат от идеята да придобие богатството на някого, който трябва да умре, но взема под внимание машинациите на Вотрен. Това е урок за суровите реалности във висшето общество. Не след дълго, пансионерите научават, че полицията издирва Вотрен, който се оказва виртуозен престъпник с прякор „Лъжец на смъртта“ („Trompe-la-Mort“ – на френски). Междувременно Вотрен урежда негов приятел да убие брата на Викторин, а малко по-късно е заловен от полицията.
Горио, който подкрепя интереса на Растиняк към дъщеря му и е бесен от тираничния контрол на нейния съпруг, се оказва в невъзможност да помогне. Когато другата му дъщеря Анастази го информира, че е продала семейните бижута на съпруга си, за да плати дълговете на любовника си, старецът е обхванат от мъка от собствената си невъзможност да помогне и получава сърдечен удар.
Нито Делфин, нито Анастази посещават Горио, докато той лежи на смъртния си одър, и преди да умре той беснее от яд, поради проявеното неуважение към него. На погребението присъстват само Растиняк, слуга на име Кристоф и двама платени опечалени. Дъщерите на Горио, за да се каже че са присъствали на погребението, изпращат празни файтони с техните семейни гербове. След кратката церемония Растиняк се обръща с лице към Париж, тъкмо когато вечерните светлини започват да се появяват. Той се отправя да вечеря с Делфин дьо Нюсенжен и заявява на града: „À nous deux, maintenant!“ („Сега това е между теб и мен!“).

## Стил
Стилът на Балзак в Дядо Горио е повлиян от американския романист Джеймс Фенимор Купър и шотландския писател Уолтър Скот. В начина, по който Купър представя индианците, Балзак вижда човешката варварщина, въпреки опитите за цивилизоване. В предговора на второто издание от 1835, Балзак пише, че героят от заглавието Горио – който натрупва своето богатство продавайки фиде по времето на ширещ се глад – е „Илинойсец“ по отношение търговията с брашно и „Хурон“ на пазара на зърно". Вотрен оприличава Париж на „гора от Новия свят, където се сблъскват двадесет различни дивашки племена“ – друг знак за влиянието на Купър.
Скот също има силно влияние върху Балзак, особено при използването на реални исторически събития като фон на неговите романи. Въпреки че историческата тема не е централна в Дядо Горио, пост-Наполеоновата ера служи като важна среда, а най-щателната употреба на детайли от Балзак отразява влиянието на Скот. Във въведението на Човешка комедия от 1842, Балзак възхвалява Скот като „модерен трубадур“, който „одухотворява литературата с духа на миналото“. В същото време Балзак обвинява шотландския автор на обвеяна от романтика история и се опитва да отличи своите собствени творби като такива с по-балансиран поглед върху човешката природа.
Въпреки че често романът е определян като „мистерия“, той не е пример за криминале или детективска художествена литература. Вместо това централните загадки са произходът на страданието и мотивацията на необичайното поведение. Героите се появяват фрагментарно в малки сцени, даващи малка представа за идентичността им. Вотрен например се появява и изчезва от историята – предлагайки съвет на Растиняк, осмивайки Горио, подкупвайки слугата Кристоф, за да му отключва през малките часове на нощта – преди да бъде разкрит като виртуозен престъпник. Този модел на появяващи се и изчезващи хора отразява Балзаковата употреба на образите в цялата Човешка комедия.
Дядо Горио понякога се определя като образователен роман, в който наивен младеж съзрява, докато изучава движещите сили в света. Растиняк е обучаван от Вотрен, госпожа Босеан, Горио и други, относно същността на парижкото общество и на студено безстрастни, и брутално реалистични стратегии, необходими за социален успех. Като обикновен човек, първоначално той е отвратен от ужасяващите реалности, криещи се под позлатената повърхност на обществото; в крайна сметка обаче той ги прегръща. Оставяйки настрана своята първоначална цел да се усъвършенства в областта на правото, той преследва парите и жените като инструменти за социално издигане. В някои отношения това отразява социалното обучение на Балзак, отразявайки отвращението му към правото, което учи в продължение на три години.

### Повтарящи се герои
Дядо Горио, специално неговите преработени издания, е една ранна илюстрация на запазената марка на Балзак да използва повтарящи се герои: персонажи от по-ранни романи се появяват в по-късни творби, обикновено при значително различни теми от живота. Удовлетворен от ефекта, който е постигнал от завръщането на Растиняк, Балзак включва в първото издание на Дядо Горио 23 образа, които ще се появят отново в по-късните му произведения; по време на неговите преработки за по-късните издания, броят нараства до 48. Въпреки че Балзак е използвал тази техника и преди, образите винаги се появяват във второстепенни роли, като почти идентични версии на същите хора. Появата на Растиняк за първи път в художествената проза на Балзак показва един сюжет на заден план, който през целия роман осветлява и развива върналия се герой.
Балзак експериментира с този метод през тридесетте години, през които работи върху Човешка комедия. Той позволява дълбочина на охарактеризирането, което отива отвъд простото разказване или диалог. „Когато героите се възвръщат“, отбелязва критикът Самюел Роджърс, „те не произлизат от нищото; те се появяват от уединението на частния си живот, който, за даден интервал от време, не ни е позволено да видим.“ Въпреки че сложността на живота на тези образи, неизбежно води до грешки в хронологията и последователността, те се разглеждат като незначителни на фона на цялостния размах на проекта. Читателите по-скоро са затруднени от огромния брой на образите в света на Балзак и се чувстват лишени от част от контекста на героите. Писателят на детективски романи Артър Конан Дойл казва, че никога не се е опитвал да чете Балзак, защото той „не знае откъде да започне“.
Този модел на повторна употреба на образи има своето въздействие върху сюжета на Дядо Горио. Повторната поява на барон дьо Нюсенжен в Къщата Нюсенжен (1837) разкрива, че любовната афера на съпругата му с Растиняк е планирана и координирана от самия барон. Този нов детайл хвърля значителна светлина върху действията на трите персонажа на страниците на Дядо Горио, допълвайки еволюцията на техните истории в по-късния роман.

### Реализъм
Балзак употребява щателна, изобилна детайлност при описанието на пансиона Воке, неговите обитатели, и светът около тях; тази техника довежда до неговата титла на баща на реализма. Детайлите се фокусират най-вече върху нищетата на обитателите на пансиона Воке. Много по-малко забъркани са описанията на богаташките домове; на салоните на госпожа дьо Босеан е обърнато оскъдно внимание, а домашният живот на семейство Нюсенжен е скициран накратко.
В началото на романа Балзак заявява (на английски): „Всичко е истина“. Въпреки че образите и ситуациите са фикция, използваните детайли – и техните размишления за реалностите на живота в Париж по това време – вярно представят света на пансиона Воке. Улица Ньов-Сент-Женевиев (където се намира пансионът) представя „мрачен поглед върху къщите, внушението за затвор с тези високи градински стени“. Интериорът на къщата е старателно описан, започвайки от занемарения хол („Нищо не може да бъде по-депресиращо“), преминавайки към тапетите, изобразяващи угощение („тапети, които всяка квартална механа би счела под нейното достойнство“) – една иронична декорация в къща, известна с отвратителната си храна. Балзак дължи последния детайл на експертизата на своя приятел Хиасент дьо Латуш, който е обучен в практиката на висящия тапет. Къщата е дефинирана също с отвратителната си миризма, уникална за бедните пансиони.

## Теми в романа

### Социално разслоение
Една от основните теми в Дядо Горио е стремежът да се разбере и изкачи социалната стълбица. С хартата от 1814 издадена от крал Луи XVIII, е създадена „правова държава“, в която само на малка част от най-богатите хора в страната е разрешено да гласуват. В този случай стремежът на Растиняк за постигане на социален статус е свидетелство не само за неговите персонални амбиции, но и за неговото желание да участва в политическото тяло. Подобно на героите на Скот, Растиняк въплъщава в своите думи и действия цайтгайста на времето, в което живее.

Чрез своите герои и повествувание Балзак напълно разголва социалния Дарвинизъм на това общество. В една особено пряма реч госпожа дьо Босеан казва на Растиняк:
| „      | Колкото по-хладнокръвно пресмятате, толкова по-бърже ще напредвате. Удряйте безмилостно, за да се боят от вас. Отнасяйте се с мъжете и с жените като с пощенски коне, които ще оставите да пукнат на всяка станция; така ще постигнете всички свои желания. Знаете ли, няма да представлявате нищо, ако нямате някоя жена, която да се интересува от Вас. Тя трябва да бъде млада, богата, елегантна. Ако изпитвате истинска любов, крийте я като съкровище: не бива и да подозират, че я имате, защото тогава сте изгубен. Няма да бъдете вече палач, ще станете жертва. Ако някога обикнете, крийте добре тайната си! | “ |
| [ 38 ] | |   |

Това поведение е допълнително експлоатирано от Вотрен, който казва на Растиняк: „Тайната на големите богатства без явна причина е някое забравено престъпление, защото е било извършено изкусно.“ Тази сентенция е често – и донякъде неточно – перифразирана като: „Зад всяко голямо богатство стои едно голямо престъпление.“

### Влиянието на Париж
Изобразяването на социалната стратификация в романа е конкретно за Париж, може би най-гъсто населеният град в Европа по това време. Пътуване от само няколко пресечки – както Растиняк прави непрекъснато – отвежда читателя в изключително различни светове, отличаващи се по своята архитектура и отразявайки класата на техните обитатели. Париж по времето на пост-Наполеоновата ера е разделен на отделни квартали. Три от тях играят важна роля в Дядо Горио: аристократичният район около булевард Сен Жермен, издигналият се квартал около улица дьо ла Шосе-д'Антен, и порутеният район на източния склон на Монтан Сент-Женевиев.
Тези градски квартали играят ролята на микрокосмоси, които Растиняк се опитва да овладее; Вотрен междувременно действа тихомълком, придвижвайки се между тях незабелязано. Растиняк, като всеки наивен млад мъж от провинцията, търси в тези нови светове нов дом. Париж му предлага да напусне далечното си семейство и самият той да се превърне в безмилостна картина на града. Неговото преселение в града е като това на много хора, които се пренасят във френската столица, удвоявайки по този начин нейното население между 1800 и 1830. Структурата на романа е неразривно свързана с града, в който се развива действието; „Париж“, обяснява критикът Питър Брукс, „със своята страшна сянка е това, което дава на романа неговият специфичен тон“.

### Корупция
Растиняк, Вотрен и Горио са представени като хора, покварени от своите желания. Чрез жаждата си за издигане, Растиняк е сравнен с Фауст, а Вотрен с Мефистофел. Критикът Пиер Барбери нарича лекцията, изнесена на Растиняк от Вотрен, „един от великите моменти в Човешка комедия и без съмнение в цялата световна литература“. Социалните вълнения във Франция осигуряват на Вотрен терен за неговата идеология, основана само на личностната реализация (облагодетелстване); той окуражава Растиняк да последва примера му.
Все пак това е по-голяма социална структура, която в крайна сметка обзема душата на Растиняк – Вотрен просто обяснява методите и причините. Въпреки че той отхвърля офертата на Вотрен за убийство, той се поддава на принципите за бруталност, върху които висшето общество е изградено. В края на романа казва на Бианшон: „Аз съм в ада и нямам друг избор, освен да остана там.“
Докато Растиняк жадува за богатство и социален статус, Горио копнее само за любовта на дъщерите си – копнеж, достигащ границите на идолопоклоничеството. Тъй като той представя буржоазията, забогатяла вследствие на търговия – а не аристократичното първоначално натрупване – неговите дъщери са щастливи да вземат парите му, но не желаят да ги виждат заедно в обществото. Дори когато той умира в крайна нищета, в края на романа той продава малкото останали му вещи, за да може дъщерите му да изглеждат бляскаво на бала.

### Семейни взаимоотношения
Взаимоотношенията между членовете на семейството следват два модела: оковите на брака служат най-вече като макиавелистко средство за постигане на финансови цели, докато задълженията на по-старото поколение към младите приемат формата на саможертва и лишения. Делфин е впримчена в брак без любов с барон дьо Нюсенжен, банкер. Той е наясно с нейните извънбрачни връзки и ги използва като средство да източва пари от нея. Анастази от друга страна е омъжена за граф дьо Ресто, когото го е грижа в по-малка степен за нейните извънбрачни деца, отколкото за брилянтите, които тя продава, за да плати дълговете на любовника си – който я е изнудвал в схема, за която Растиняк е чувал, че е доста популярна в Париж. Това представяне на брака като инструмент за власт отразява суровата действителност на нестабилни социални структури по това време.
Родителите в същото време дават безкрайно на своите деца; Горио жертва всичко за своите дъщери. Балзак се отнася към него в романа като „Христос на бащинството“ заради неговото постоянно страдание в името на децата. Това, че те го изоставят, изгубени в преследването на социален статус, само допринася за нещастието му. В края на книгата контрастират моментите от смъртния одър на Горио с бляскавия бал в госпожа дьо Босеан – посетен от неговите дъщери, както и от Растиняк – внушавайки за фундаменталния разкол между обществото и семейството.
Предателството на дъщерите на Горио често е сравнявано с това на героите на Шекспировия Крал Лир; Балзак дори е обвиняван в плагиатство, когато романът е публикуван за първи път. Обсъждайки тези прилики, критикът Джордж Сейнтсбъри твърди, че дъщерите на Горио „са също толкова смъртоносни за своя баща, както [дъщерите на Лир] Гонерила и Регана“. Както Herbert J. Hunt посочва, в Балзаковата Човешка комедия все пак историята на Горио е в някои аспекти по-трагична, защото „той има Регана и Гонерила, но няма Корделия“.
Семейството на Растиняк, което не е осветлено в романа, също се жертва в значителна степен за него. Убеден, че не може да постигне приличен социален статус в Париж без да разполага със значително богатство, той пише на своето семейство и ги моли да му изпратят пари: „Продай някои от старите си бижута, скъпа майко; Аз ще ви подаря други бижута много скоро.“ Те му изпращат парите, за които моли и – въпреки че не е описано директно в романа – понасят значителни несгоди като резултат. Въпреки тази саможертва семейството му става още по-далечно, докато той е в Париж. Въпреки че Горио и Вотрен се предлагат като заместители на фигурата на бащата, в края на романа те са си отишли и той е сам.

## Възприемане и завещание
Дядо Горио е смятан за най-значимия роман на Балзак. Неговото влияние върху Френската литература е значително, което се вижда и от бележката на романиста Фелисиан Марсо: „Ние всички сме деца на Дядо Горио.“ Брукс се позовава на неговото „съвършенство на формата, неговата икономия на средства и цели“. Мартин Кейнс междувременно в неговата книга Дядо Горио: Анатомия на неспокойния свят, го нарича „крайъгълен камък на Човешка комедия“. Той е основна тема и в обемното проучване на Anthony Pugh Повтарящите се герои на Балзак, където са написани цели глави за детайлите на пансиона Воке. Тъй като е станал толкова важен роман за изследването на френската литература, Дядо Горио е превеждана многократно на множество езици. По този начин, отбелязва биографа на Балзак Греъм Роб, „Горио е един от романите в Човешка комедия, които могат да се четат безопасно на английски в смисъла, който е вложен в него.“
Първоначалните отзиви за книгата са смесени. Някои критици обвиняват Балзак в плагиатство или в заливане на читателя с детайли и илюстрации на парижкото висше общество. Други нападат съмнителния морал на героите, загатвайки, че Балзак е виновен, защото легитимира техните мнения. Той е обвинен, че не е включил повече лица с почтена репутация и намерения в книгата. Балзак отговаря с презрение; в предговора на второто издание от 1835 той пише по отношение на Горио: „Горкият човек! Неговите дъщери отказаха до го признаят, защото той беше загубил богатството си; сега критиците го отхвърлиха, обвинявайки го в липса на морал.“
Много критици от това време се отнасят положително – едно ревю в Женски журнал прокламира, че погледът на Балзак „прониква навсякъде, като лукава змия, за да изследва най-интимните тайни на жените“. Друго ревю, в Театрален преглед, възхвалява неговата „възхитителна техника за представяне на детайлите“. Многото ревюта и мнения, позитивни и негативни, са свидетелство за популярността и успеха на книгата. Критиката на един издател отхвърля Балзак като „будоарен писател“, въпреки че му предрича „кратка, но славна и завидна кариера“.
Самият Балзак е изключително горд от своята творба, заявявайки още преди последната част да бъде публикувана: „Дядо Горио е един яростен успех; моите най-яростни врагове трябваше да преклонят глава. Аз триумфирах над всичко, над приятелите, както и над завистниците.“ По своя навик той ревизира романа между изданията; сравнен с други романи обаче, Дядо Горио остава почти непроменен спрямо първоначалната версия.
В годините след неговото издаване романът често е адаптиран за сцената. Две театрални продукции от 1835 – няколко месеца след публикуването на книгата – затвърждават неговата популярност и увеличават уважението на публиката към Балзак. През 20. век, са създадени множество филмови версии, включително адаптациите, режисирани от Тревърс Вейл (1915), Жак дьо Баронсели (1922) и Пади Ръсел (1968). Името на Растиняк междувременно става иронично прозвище във френския език; „Растиняк“ е синомим на човек, който иска да изкачи социалната стълбица независимо от цената.
Освен това една реплика, която Вотрен казва на Йожен, че той „ще му направи предложение, което той не може да откаже“, е използвана от Марио Пузо в Кръстникът. Във филмовата адаптация на този роман репликата „ще му направя предложение, на което не може да откаже“ е избрана за втората най-запомняща се реплика в историята на киното от Американския филмов институт.